# San Juan Bautista (Californië)
San Juan Bautista is een plaats (city) in de Amerikaanse staat Californië, en valt bestuurlijk gezien onder San Benito County.

## Demografie
Bij de volkstelling in 2000 werd het aantal inwoners vastgesteld op 1549.
In 2006 is het aantal inwoners door het United States Census Bureau geschat op 1744, een stijging van 195 (12,6%).

## Geografie
Volgens het United States Census Bureau beslaat de plaats een oppervlakte van
1,8 km², geheel bestaande uit land.

## Plaatsen in de nabije omgeving
De onderstaande figuur toont nabijgelegen plaatsen in een straal van 24 km rond San Juan Bautista.